# دوور (آرکانزاس)
دوور (آرکانزاس) (به انگلیسی: Dover, Arkansas) یک شهر در ایالات متحده آمریکا با جمعیت ۱٬۳۲۹ نفر است که در آرکانزاس واقع شده‌است.

## موقعیت جغرافیایی
موقعیت جغرافیایی شهرها و مناطق اطراف به شرح زیر است: